# Avro Anson
Авро 652A Енсон (англ. Avro 652A Anson) — британський двомоторний багатоцільовий літак виробництва компанії Avro. Anson успішно продемонстрував себе в багатьох ролях, здебільшого як навчальний літак, і в різних модифікаціях виготовлявся до, під час і після Другої світової війни. Літак створено на основі авіалайнера Avro 652, як морський патрульний літак.
Після прийняття на озброєння отримав військову назву Енсон на честь адмірала Джорджа Енсона.

## Історія створення

### Патрульна модифікація

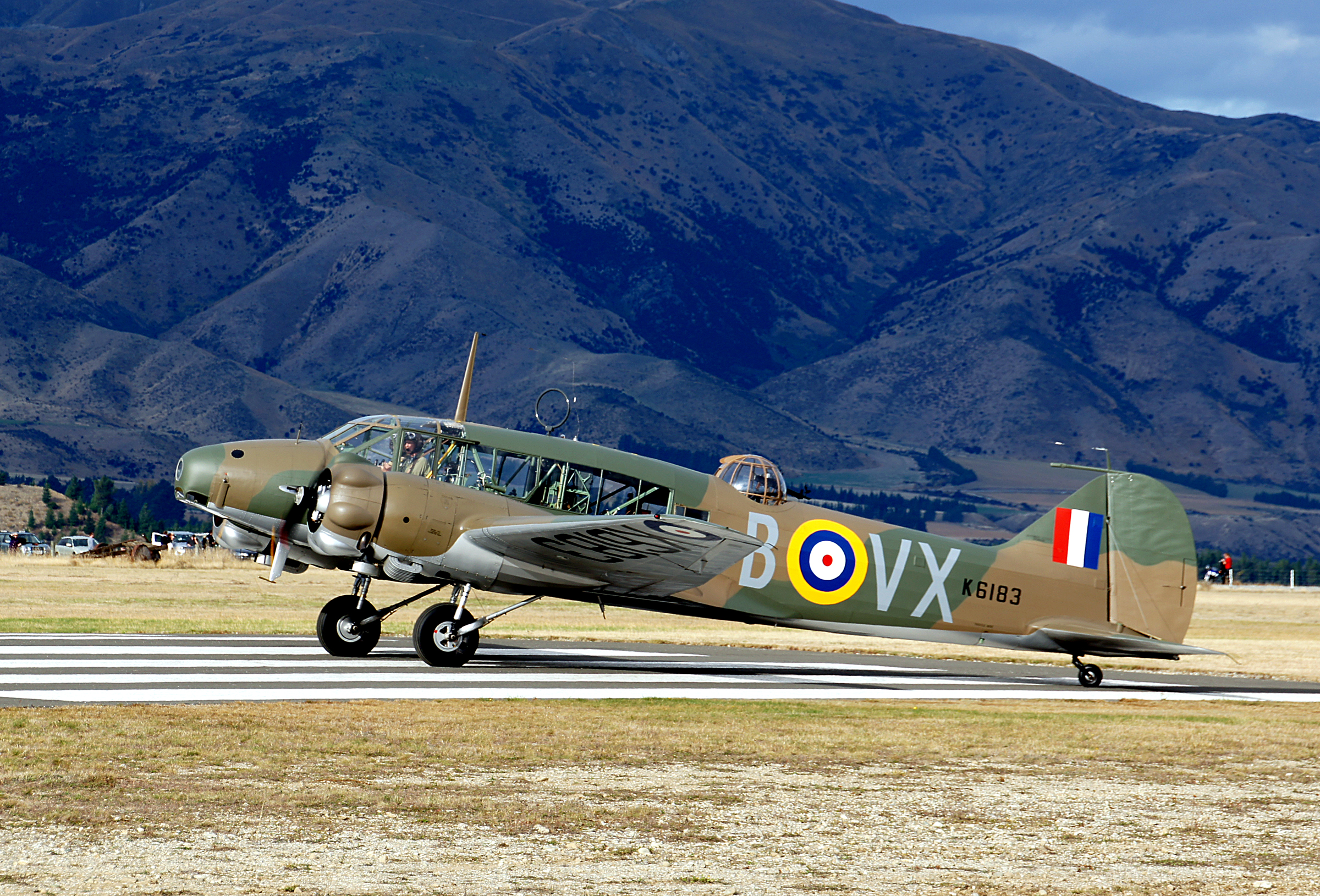
Anson Mk.I

В квітні 1933 року авіакомпанія Imperial Airways надіслала компанії Avro специфікації на новий пасажирський літак. Від літака вимагалось перевозити чотирьох пасажирів на відстань 675 км з середньою швидкістю 210 км/год. Додатковими вимогами була швидкість звалювання в 97 км/год і можливість летіти на висоті 600 м тільки з одним двигуном. В серпні 1933 року команда інженерів під керівництвом Роя Чадвіка підготувала літак під позначенням Avro 652 з двигунами Armonstrong Siddeley Cheetah V. Після певних доопрацювань лайнер був готовий і разом з ще одним літаком включений в склад авіапарку Imperial Airways.
7 травня 1934 року Міністерство авіації надало Avro вимоги для нового берегового патрульного літака для вивчення можливості використання вже наявного проєкту. Було вирішено використати Avro 652 і новий проєкт під позначенням Avro 652A був готовий вже через місяць і, разом з модифікованим de Havilland Dragon Rapide, виставлений на оцінювання. В результаті в березні 1935 року було укладено контракт на створення військового прототипа. Серед помітних змін була заміна вікон з круглих на прямокутні, а також встановлення верхньої турелі з одним 7,7-мм кулеметом.
Прототип піднявся в повітря 24 березня 1935 року і наступного місяця почались військові випробування на базі Мартлешем Хелс. Після незначних змін літак було відправлено на порівняльні випробування берегової авіації з D.H.89M, і через значно кращу дальність польоту виграв ці випробування.
Для серійного виробництва 652A була створена специфікація 18/35 і присвоєно військову назву Anson GR Mk.I. Перший серійний екземпляр був готовий 31 грудня 1935 року, а вже наступного року вони почали надходити в військові частини. Патрульна модифікація оснащувалась одним курсовим 7,7-мм кулеметом Vickers K в носі з лівої сторони, а також 7,7-мм кулемет Lewis в верхній турелі. Бомбардир розміщувався в скляному носі, і мав в арсеналі дві 45 кг бомби під фюзеляжем і дев'ять 8 кг бомб під крилами.
Окрім замовлень для ВПС Великої Британії, патрульні «Енсони» також виготовлялись на експорт для Австралії, Єгипту, Естонії, Фінляндії, Греції і Ірландії, і до початку Другої світової було виготовлено майже 1000 літаків.

### Навчальна модифікація
Ще в 1936 році була висловлена пропозиція створити на базі «Енсона» навчальний літак, але командування вважало наявні навчальні літаки достатніми для льотних шкіл, і першими використовувати «Енсони» як навчальні почали за кордоном. Пізніше навчальна модифікація «Енсона» з подвійним керуванням і зміненими закрилками почала надходити і в Британські частини, але в невеликих кількостях. Ситуація змінилась з початком війни, коли 18 грудня 1939 році було видано Льотний навчальний план країн Британської співдружності, в якому «Енсон» був вибраний як один з стандартних навчальних літаків.
Фюзеляж навчального варіанта «Енсона» мав виготовлятись в Британії, після чого мав доправлятись в Канаду, де б оснащувався двигунами Jacobs L-6MB або Wright R-975-E3. Перший варіант отримав позначення Anson Mk.III, а другий — Mk.IV. Mk.III також оснащувався гідравлічними закрилками і шасі, частина фюзеляжів з поставлених з Британії також мали верхню турель.
Після виготовлення 223 фюзеляжів, через погіршення ситуації в Британії, виробництво перевели в Канаду, де компоненти літака виготовлялись на різних заводах. Перший повністю канадський літак отримав позначення Anson Mk.II, оснащувався двигунами Jacobs L-6MB, виготовлений з пресованої фанери ніс і гідравлічні закрилки і шасі і вперше піднявся в повітря 21 серпня 1941 року. Згодом було вирішено використовувати фанеру для всього фюзеляжу. Так виникла модифікація Mk.V, яка також мала сферичні ілюмінатори.

### Транспортна модифікація
В Британії натомість почалось виробництво Anson Mk.X — транспортного варіанту Mk.I з зміцненим фюзеляжем для перевезення пасажирів чи вантажів. Він оснащувався Armonstrong Siddeley Cheetah IX потужністю 350 к.с. і шасі з ручним керуванням і відрізнявся тільки гладкими капотами двигунів. Наступні модифікації Mk.XI і Mk.XII мали збільшену висоту кабіни, а також гідравлічні шасі і три великі вікна з кожної сторони фюзеляжу, і відрізнялись тільки двигунами. З 1944 року також виготовлялись спеціальні медичні варіанти.
На початку 1945 року стало зрозуміло, що війна швидко закінчиться, і Avro розробили Anson Mk.XVII — цивільний варіант з п'ятьма овальними ілюмінаторами і зручними сидіннями за специфікацією 19 від Брабазонського комітету. Літак отримав позначення Avro 19 і був запущений в серійне виробництво для внутрішніх перельотів. Окрім цивільних операторів деякі Avro 19 були взяті на озброєння повітряних сил під позначенням Anson C.19.

## Модифікації

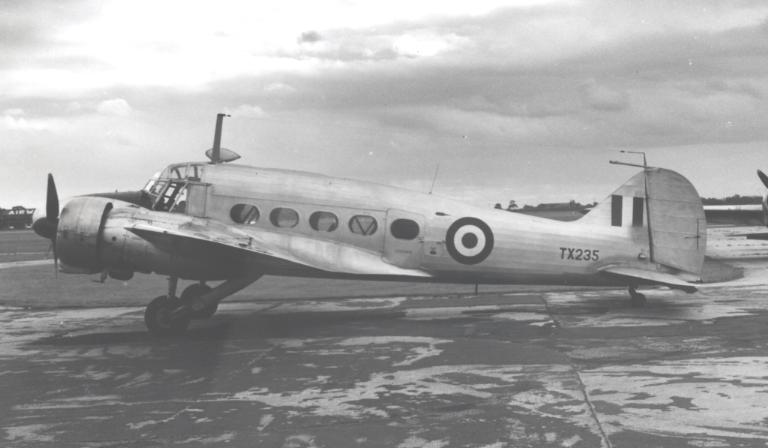
Anson C.19 в Манчестері. 1955 рік.

- Mk I — оснащувався двигунами Armstrong Siddeley Cheetah[en] IX потужністю 350 к.с. (261 кВт.) або XIX потужністю 395 к.с. (295 кВт.). Побудовано 6688 літаків.
- Mk II — канадська модифікація з двигунами Jacobs L-6MB[en] потужністю 330 к.с. (246 кВт.) і гідравлічними шасі. Побудовано 1401 літак.
- Mk III — Mk I з двигунами Jacobs L-6MB. Загалом 432 Mk I були конвертовані в Канаді.
- Mk IV — Mk I з двигунами Wright R-975[en]. Один Mk I конвертований в Канаді.
- Mk V — канадська модифікація для навчання навігаторів, оснащувалась двигунами Pratt & Whitney R-985[en] і новим дерев'яним фюзеляжем. Побудовано 1069 літаків.
- Mk VI — проєкт літака для навчання бомбардирів і стрільців з двигуном Pratt & Whitney R-985. В Канаді побудовано один літак.
- Mk X — транспортний варіант з двигунами Armstrong Siddeley Cheetah IX. Побудовано 103 літаки.
- Mk XI — транспортний варіант з двигунами Armstrong Siddeley Cheetah XIX і пропелерами сталого кроку. Побудовано 91 літак.
- Mk XII — транспортний варіант з двигунами Armstrong Siddeley Cheetah XV потужністю 420 к.с. (313 кВт.) і пропелерами змінного кроку. Побудовано 254 літаки.
- Mk XIII/Mk XIV — проєкти літаків для навчання стрільців, не будувались.
- Mk XVI — проєкт літака для навчання навігаторів, не будувався.
- Mk XV — проєкт літака для навчання бомбардирів, не будувався.
- C.19 — транспортні і зв'язкові літаки. Побудовано 264.
- T.20 — літак для навчання навігаторів створений за специфікацією T.24/46 для колоній. Екіпаж складався з пілота, двох радистів (інструктора і учня) і п'яти місць для навігаторів. Використовувався в Південній Родезії. Побудовано 60 літаків.
- T.21 — літак для навчання навігаторів створений за специфікацією T.25/46 для Британії. Прототип був готовий в травні 1948 року, загалом побудовано 252 літаки.
- C.21 — транспортна модифікація T.21.
- T.22 — літак для навчання радистів створений за специфікацією T.26/46. Прототип був завершений в червні 1948 року, загалом побудовано 54 літаки.
- Anson 18 — 12 літаків на озброєнні повітряних сил Афганістану. Використовувались для патрулювання, зв'язку і перевезень.
- Anson 18C — 13 літаків для Індії, використовувались для навчання цивільних пілотів і команди.
- Avro 19 (Anson XIX) — цивільний транспортний варіант. Побудовано 56 літаків.
- AT-20 — 50 Mk II побудованих для армії США.

## Історія використання

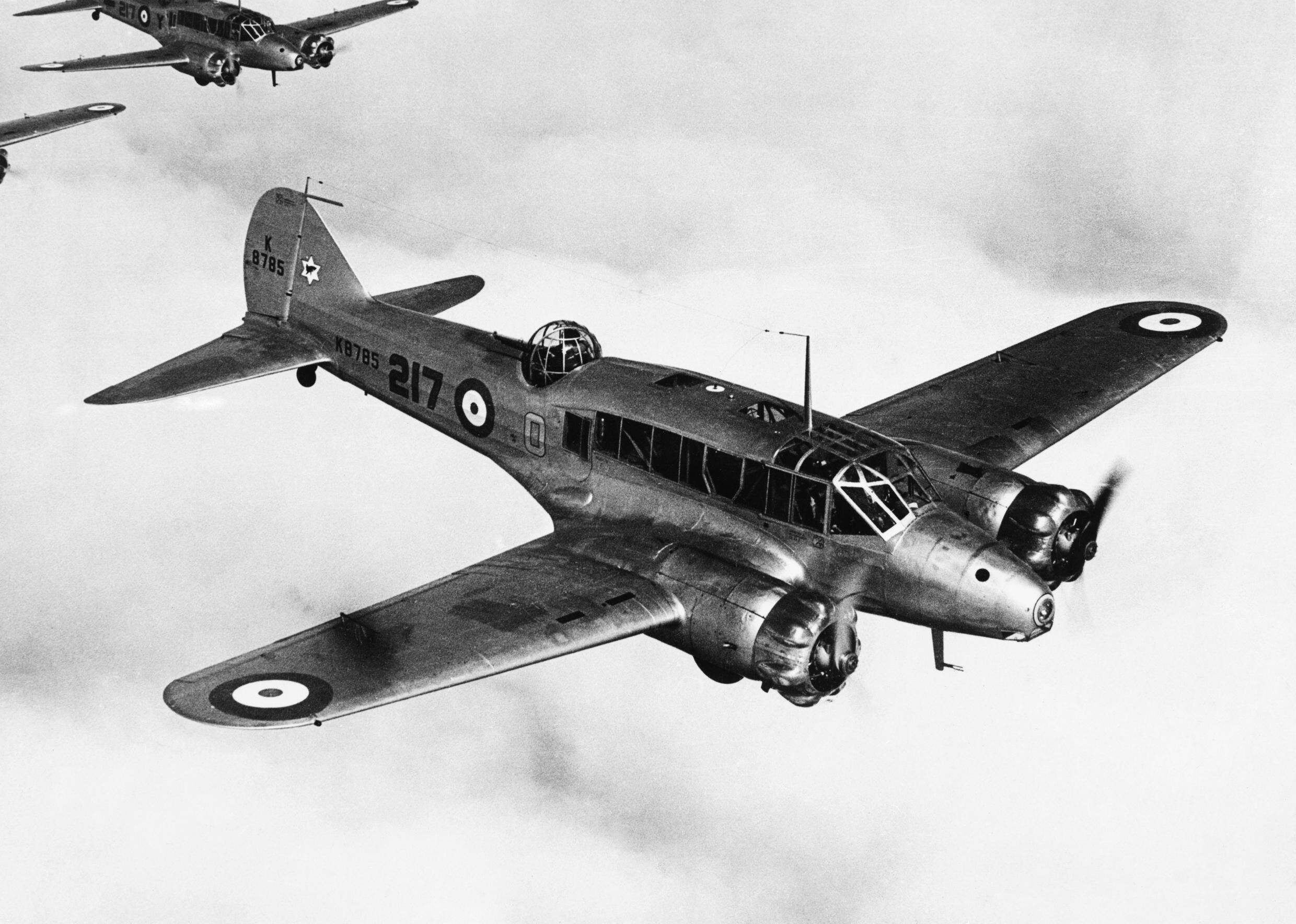
Anson Mk.I (K8785) 217-ї ескадрильї Берегового командування. 1937 рік.

Перші Anson GR Mk.I надійшли на озброєння 48-ї ескадрильї базовної в Манстоні вже 6 березня 1936 року. Ця ж ескадрилья стала останньою, яка використовувала «Енсони» як бойові літаки першої лінії. Тільки в січні 1942 року вони були замінені на Lockheed Hudson. Загалом, як патрульний літак, «Енсон» стояв на озброєнні 21 ескадрильї.
«Енсони» 500-ї ескадрилії також оснащувались додатковим 7,7-мм кулеметом, який міг кріпитись на шарнірі з будь-якої сторони кабіни для збільшення ефективності. Пізніше, для підвищення ефективності проти німецьких штурмових катерів, було додано 20-мм гармату, яка могла стріляти через діру в підлозі між крилами. Хоча таке захисне озброєння було не значним, 1 червня 1940 року один такий «Енсон» був атакований трьома Bf-109, в результаті зіткнення один Bf-109 був збитий, а інший пошкоджений.
Останній політ «Енсонів» на озброєнні Повітряних сил відбувся 28 червня 1968, коли шість літаків Південної зв'язкої ескадрильї здійснили оглядовий політ на їхній базі в Бовінгдоні.

## Тактико-технічні характеристики (Mk.I)

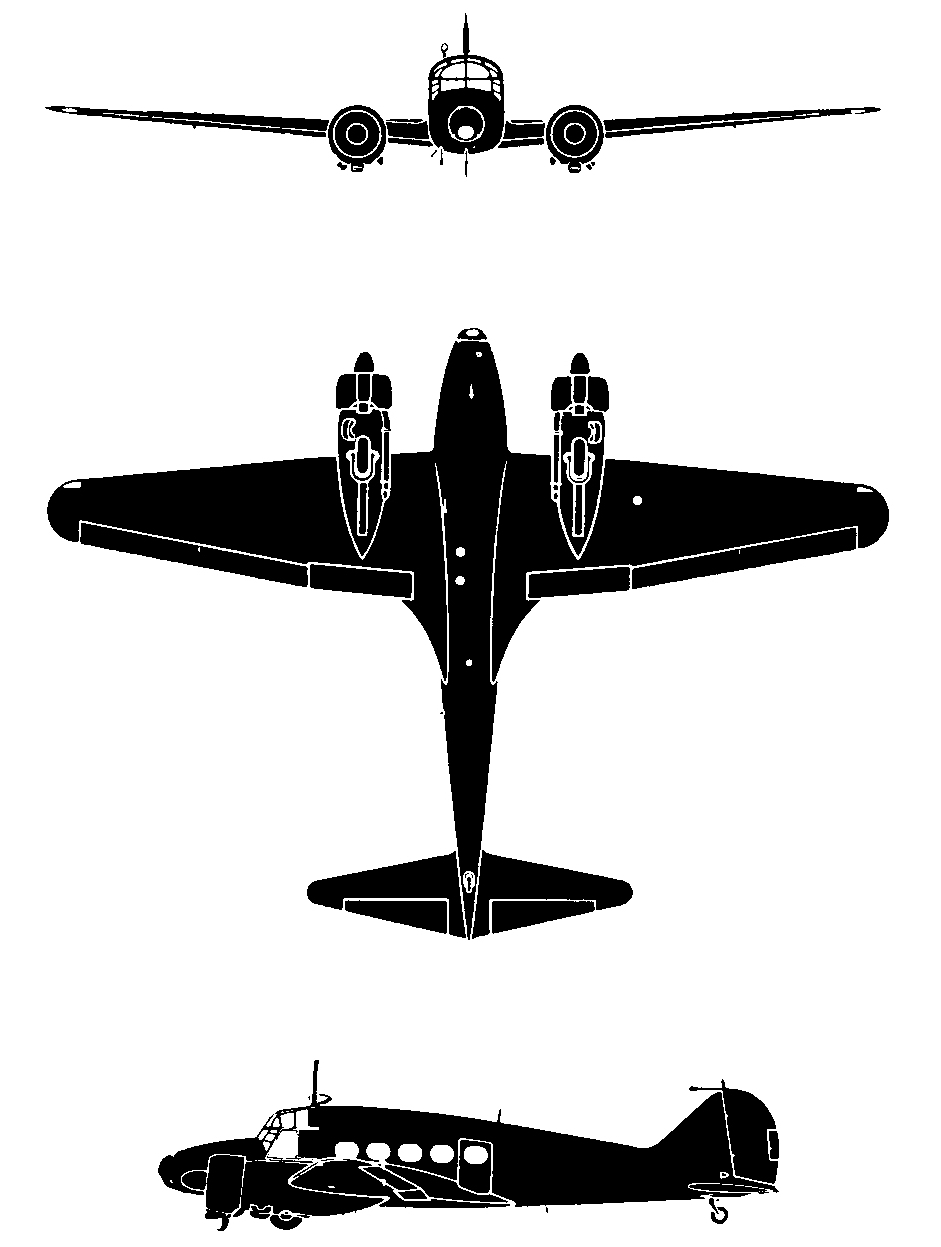

Дані з Consice Guide to British Aircraft of World War II

### Технічні характеристики
- Екіпаж: 3-5 осіб
- Довжина: 12,88 м
- Висота: 3,99 м
- Розмах крила: 17,20 м
- Площа крила: 38,09 м²
- Маса порожнього: 2438 кг
- Максимальна злітна маса: 3629 кг
- Двигун: 2 × Armonstrong Siddeley Cheetah IX
- Потужність: 2 × 350 к. с. (261 кВт.)

### Льотні характеристики
- Максимальна швидкість: 303 км/год (на висоті 2135 м.)
- Крейсерська швидкість: 254 км/год
- Практична стеля: 5790 м
- Дальність польоту: 1270 км

### Озброєння
- Кулеметне:
  - 1 × 7,7-мм курсовий кулемет
  - 1 × 7,7-мм кулемет в верхній турелі
- Бомбове:
  - до 163 кг бомб